# NGC 6563
NGC 6563 is een planetaire nevel in het sterrenbeeld Boogschutter. Het hemelobject werd op 3 september 1826 ontdekt door de Schotse astronoom James Dunlop.

## Synoniemen
- PK 358-7.1
- ESO 394-PN33